# Paraminabea
Paraminabea ist eine seltene Gattung der Lederkorallen (Alcyoniidae), die in tropischen Korallenriffen unter Überhängen und in Höhlen vorkommt. Die Gattung wurde 1999 von Williams & Alderslade aufgestellt, um einige tropische Arten aus der vor Japan und Neuseeland vorkommenden Lederkorallengattung Minabea auszugliedern.

## Merkmale
Paraminabea-Arten ähneln einer kleinen zehn Zentimeter langen Möhre. Ihr Stamm ist rot oder orange und selten verzweigt. Aus diesem ragen in der Nacht wenige, weiße lange Fresspolypen („Autozooiden“), während die winzigen tentakellosen Schlauchpolypen („Siphozooiden“) immer versenkt bleiben. Die Gattung lebt nicht mit Zooxanthellen in Symbiose und ernährt sich von Plankton.

## Arten
- Paraminabea aldersladei (Williams 1992)
- Paraminabea arborea Williams & Alderslade, 1999
- Paraminabea cosmarioides (Williams 1992)
- Paraminabea goslineri (Williams 1992)
- Paraminabea indica (Thomson & Henderson 1905)
- Paraminabea kosiensis (Williams 1992)
- Paraminabea robusta (Utinomi & Imahara 1976)